# Laugerie-Haute

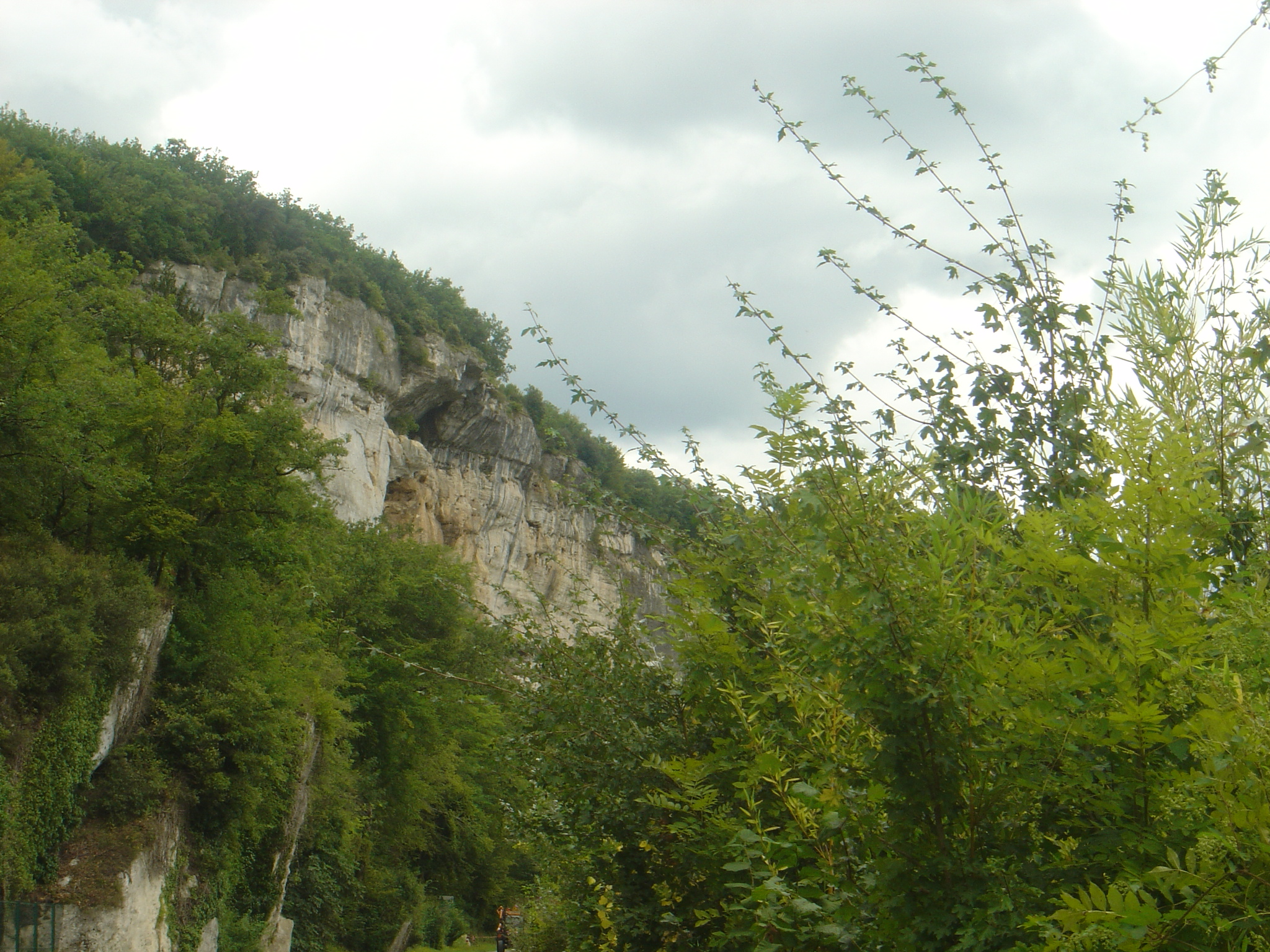
Laugerie-Haute

Laugerie-Haute – rozległy nawis skalny, znajdujący się w pobliżu Les Eyzies-de-Tayac-Sireuil we francuskim departamencie Dordogne. Górnopaleolityczne stanowisko archeologiczne. Od 1927 roku posiada status monument historique, w kategorii classé (zabytek o znaczeniu krajowym).
Pierwsze prace na stanowisku, pod kierownictwem É. Larteta i Henry’ego Christy’ego, zostały przeprowadzone w 1863 roku. W trakcie wykopalisk pod nawisem odsłonięte zostały bogate sekwencje stratygraficzne, zawierające poziomy graweckie, oryniackie, solutrejskie i magdaleńskie. Znaleziska zawierają przykłady sztuki prehistorycznej, m.in. wykonaną z kości słoniowej figurkę kobiety (tzw. Wenus) i ryty na kościach.